# Vega de Rengos
Vega de Rengos (oficialmente en asturiano Veiga de Rengos) es una parroquia del concejo asturiano de Cangas del Narcea (España). Se encuentra a orillas del río Narcea, a los pies del cual se encuentra la capilla de San Antonio. Es parroquia de San Juan Bautista, fiesta de gran celebración en el pasado, hoy ya van más de 25 años que se dejó de conmemorar, es un pueblo de gran tradición minera desde los años 60 hasta la actualidad, contando hoy día con la única explotación minera del concejo, Carbonar S.A,, a pesar e haber tenido uno de los mayores lavaderos de carbón del suroccidente asturiano, propiedad de la extinta Antracitas de Gillon, grupo GARCIA MONTE, en la actualidad cuenta con un colegio que da servicio a un vasto número de pueblos de las proximidades, y varios establecimientos de hostelería rural, en el pasado también se situó en el pueblo con una fragua y un aserradero de madera.
En 2020 contaba con 231 habitantes.

## Pueblos
- Moncó
- Vega de Rengos
- Moal
- Rengos